# Тухум (Бурятія)
Тухум (рос. Тухум) — улус Селенгинського району, Бурятії Росії. Входить до складу Сільського поселення Ноєхонське.
Населення —  20 осіб (2015 рік). 